# Odorrana jingdongensis
Espèce
Synonymes
- Rana hmongorum Bain, Lathrop, Murphy, Orlov & Ho, 2003
- Rana hainanensis (Fei, Ye & Li, 2001)

Statut de conservation UICN

 VU A2acd : Vulnérable
Odorrana jingdongensis est une espèce d'amphibiens de la famille des Ranidae.

## Répartition
Cette espèce se rencontre entre 1 000 et 1 600 m d'altitude :
- en République populaire de Chine dans le sud-ouest du Yunnan dans les xians de Jingdong, de Jinping, de Lüchun, de Yongde, de Cangyuan et de Menglian ainsi que dans le sud du Guangxi ;
- dans le nord du Viêt Nam dans la province de Lào Cai.

Sa présence est incertaine dans le nord-est de la Birmanie et dans le nord du Laos.

## Étymologie
Son nom d'espèce, composé de jingdong et du suffixe latin -ensis, « qui vit dans, qui habite », lui a été donné en référence au lieu de sa découverte, le xian de Jingdong.

## Publication originale
- Fei, Ye & Li, 2001 : Descriptions of two new species of the genus Odorrana in China (Anura: Ranidae). Acta Zootaxonomica Sinica, vol. 26, no 1, p. 108-114.